# Jamestown (Kentucky)
Jamestown és una població dels Estats Units a l'estat de Kentucky. Segons el cens del 2000 tenia 1.624 habitants.

## Demografia
Segons el cens del 2000, Jamestown tenia 1.624 habitants, 662 habitatges, i 421 famílies. La densitat de població era de 278,7 habitants/km².
Dels 662 habitatges en un 30,5% hi vivien nens de menys de 18 anys, en un 44,3% hi vivien parelles casades, en un 15% dones solteres, i en un 36,3% no eren unitats familiars. En el 34,1% dels habitatges hi vivien persones soles el 15,6% de les quals corresponia a persones de 65 anys o més que vivien soles. El nombre mitjà de persones vivint en cada habitatge era de 2,25 i el nombre mitjà de persones que vivien en cada família era de 2,87.
Per edats la població es repartia de la següent manera: un 23% tenia menys de 18 anys, un 7,9% entre 18 i 24, un 24,4% entre 25 i 44, un 22% de 45 a 60 i un 22,7% 65 anys o més.
L'edat mediana era de 41 anys. Per cada 100 dones de 18 o més anys hi havia 79,7 homes.
La renda mediana per habitatge era de 18.587 $ i la renda mediana per família de 25.234 $. Els homes tenien una renda mediana de 24.375 $ mentre que les dones 20.380 $. La renda per capita de la població era d'11.140 $. Entorn del 25,8% de les famílies i el 30% de la població estaven per davall del llindar de pobresa.

## Poblacions més properes
El següent diagrama mostra les poblacions més properes.